# Tache Papatriandafil
Tache Papatriandafil (n. 1903, Călărași - d. 1951, București ) a fost un pictor român.
A frecventat cursurile Școlii de Belle Arte, pe care nu le-a absolvit, la fel și cursurile Academiilor Libere din București, unde a fost elevul pictorilor Arthur Verona, Gheorghe Petrașcu și Nicolae Tonitza. A debutat în 1924, la Salonul Oficial, participând cu succes la următoarele ediții, fiind premiat pe rând în 1926, 1927 și 1928. În 1929, i s-a acordat o bursă, la Paris, unde a studiat pictura și desenul.
A activat în „Grupul celor patru” alături de Constantin Baraschi, Gheorghe Ionescu-Sin și Dan Băjenaru.
În 1930, alături de Anastase Demian, a pictat capela Stella Maris din Balcic la cererea reginei Maria a României.
În 1931, a luat parte la formarea asociației „Grupul Nostru”, fiind membru al valului de artiști tineri, din care făceau parte Alexandru Phoebus, Margareta Sterian, Paul Miracovici, Aurel Kessler și alții.
În 1935 Tache Papatriandafil a donat Pinacotecii din Balcic lucrarea Peisaj din Balcic, realizată în 1927. În prezent, pictura în ulei Peisaj din Balcic este expusă la Muzeul Național de Artă al României din București. 
Un autoportret al lui Tache Papatriandafil, realizat în tehnica ulei pe pânză, într-o gamă restrânsă de culori, în care predomină griurile colorate, se află expus la Muzeul de Artă din Constanța.
La Muzeul de Artă Tulcea este expusă lucrarea „Pont-Neuf” a pictorului Tache Papatriandafil.

## Casa Papatriandafil din Călărași
Casa Papatriandafil din municipiul Călărași, str. Sf. Nicolae 50, construită în 1905 este înscrisă în Lista monumentelor istorice din județul Călărași cu Cod LMI CL-II-m-B-14662. 
În prezent, acest monument zace în paragină în urma modificărilor substanțiale realizate de Bancorex în anii 1990, în vederea deschiderii unei sucursale bancare, modificări ce nu au mai fost finalizate din cauza falimentului din 1999 a acestei bănci. În prezent, monumentul se află în patrimoniul Ministerului Sănătății care plănuiește să mute sediul Direcției de Sănătate Publică Călărași în această locație.